# Rhynchospora fauriei
Rhynchospora fauriei là loài thực vật có hoa trong họ Cói. Loài này được Franch. miêu tả khoa học đầu tiên năm 1886.